# Unione Sportiva Adriese 1906
La Unione Sportiva Dilettantistica Adriese 1906 es un club de fútbol de Italia, con sede en Adria, en Véneto. Fue fundada en 1906 y refundada en 1934. Compite en la Serie D, cuarta categoría del fútbol italiano.
Los colores del equipo son granate y azul. Su estadio de local es el Estadio Luigi Bettinazzi en Adria, con una capacidad estimada para 2200 aficionados.

## Historia
En 1906 se fundó la sociedad Águila Adria, primera empresa que llevó el fútbol al centro de la región de Polesine. A principios de esa década, se llevaron a cabo partidos amistosos, pero solo como parte de esa entidad deportiva. En 1915 cambió su nombre por el de S.S. Forti e Liberi Adria, pero la actividad siguió siendo sólo de carácter local. La afiliación a la Federación Italiana de Fútbol. se llevó a cabo en el año 1923, participando sólo en algunos torneos; desde 1925, con el nombre de A.C. Adria y más tarde S.S. Adriese, cuando comenzó a subir en las divisiones menores del Veneto, hasta llegar en 1936 a la Primera División. 
Después de permanecer inactivo durante la Segunda Guerra Mundial, el equipo registró en 1945 su nombre definitivo de U.S. Adriese ante la Federación. Durante los años cincuenta participó en numerosos campeonatos interregionales, y luego volver en las ligas menores hasta 1972, cuando conquista la nueva Serie D, para llegar a la Serie C2 en 1978.Permaneció en ligas semi-profesionales durante tres temporadas después de ceder en 1981 y de nuevo en 1982.
La compleja estructura de la Serie D fue reestructurada en 1995, componiéndose de varias ligas regionales relacionadas: Eccellenza, Promozione e Interregionale. Después de participar durante 3 años en Eccellenza, el Adriese ganó el Grupo B en 2009 y estuvo de vuelta en la primera división de aficionados. En la temporada 2009-10 se alejó de nuevo en el Eccellenza, al final de una temporada decepcionante de terminar tercero por la cola. 
La temporada 2010/2011 inició el Eccellenza con un grupo joven y con  Olivo Frizzarin como presidente. La temporada resultó desastrosa, con el consiguiente descenso a la Promozione después de terminar en el último lugar de su grupo: como resultado, Olivo Frizzarin dejó el Adriese después de ocho años como presidente, renunciando junto con el Consejo de Administración de la Sociedad en julio de 2011. Posteriormente, se convirtió en un socio la asociación Luciano Scantamburlo, elegido por unanimidad como nuevo presidente de la USD Adriese 1906. Scantamburlo reconfirmó la mayoría de los empleados de la temporada anterior, y logró traer de vuelta con el cargo de director deportivo a Luciano Vianello mientras que en la conducción técnica fue nombrado al entrenador Giuseppe Pregnolato.

## Palmarés

### Torneos regionales
- Eccellenza Veneto (2): 2008-09 (Grupo B), 2015-16 (Grupo A)